# Oppenau
Oppenau è una città tedesca di 4 936 abitanti, situata nel land del Baden-Württemberg.